# Olympische Sommerspiele 2024/Teilnehmer (Costa Rica)
| Gelbes Symbol für Goldmedaillen mit stilisierten Olympischen Ringen | Graues Symbol für Silbermedaillen mit stilisierten Olympischen Ringen | Braundes Symbol für Bronzemedaillen mit stilisierten Olympischen Ringen |
| ------------------------------------------------------------------- | --------------------------------------------------------------------- | ----------------------------------------------------------------------- |
| —                                                                   | —                                                                     | —                                                                       |

Costa Rica nahm an den Olympischen Spielen 2024 vom 26. Juli bis zum 11. August 2024 in Paris teil. Es war die insgesamt 17. Teilnahme an Olympischen Sommerspielen.

## Teilnehmer nach Sportarten

### Judo
Über die IJF-Weltrangliste konnte sich ein costa-ricanischer Judoka im Superleichtgewicht der Männer qualifizieren.
| Athleten         | Wettbewerb       | 1. Runde   | 1. Runde | 2. Runde      | 2. Runde      | Achtelfinale  | Achtelfinale  | Viertelfinale | Viertelfinale | Halbfinale / Trostrunde | Halbfinale / Trostrunde | Finale / Platz 3 | Finale / Platz 3 | Rang |
| Athleten         | Wettbewerb       | Gegner     | Ergebnis | Gegner        | Ergebnis      | Gegner        | Ergebnis      | Gegner        | Ergebnis      | Gegner                  | Ergebnis                | Gegner           | Ergebnis         | Rang |
| ---------------- | ---------------- | ---------- | -------- | ------------- | ------------- | ------------- | ------------- | ------------- | ------------- | ----------------------- | ----------------------- | ---------------- | ---------------- | ---- |
| Männer           |                  |            |          |               |               |               |               |               |               |                         |                         |                  |                  |      |
| Sebastián Sancho | Klasse bis 60 kg | M. Augusto | 0:1      | ausgeschieden | ausgeschieden | ausgeschieden | ausgeschieden | ausgeschieden | ausgeschieden | ausgeschieden           | ausgeschieden           | ausgeschieden    | ausgeschieden    | 17   |

### Leichtathletik
Die Olympianormen des Weltverbandes konnte Gerald Drummond über 400 Meter Hürden erreichen.
Laufen und Gehen
| Athleten        | Wettbewerb   | Vorlauf | Vorlauf | Hoffnungslauf | Hoffnungslauf | Halbfinale | Halbfinale | Finale        | Finale        | Rang          |
| Athleten        | Wettbewerb   | Zeit    | Rang    | Zeit          | Rang          | Zeit       | Rang       | Zeit          | Rang          | Rang          |
| --------------- | ------------ | ------- | ------- | ------------- | ------------- | ---------- | ---------- | ------------- | ------------- | ------------- |
| Männer          |              |         |         |               |               |            |            |               |               |               |
| Gerald Drummond | 400 m Hürden | 48,80 s | 7       | 48,78 s       | 2             | 49,68 s    | 7          | ausgeschieden | ausgeschieden | ausgeschieden |

### Radsport
Über die Panamerika-Meisterschaften 2023 erhielt Costa Rica einen Startplatz für das Straßenrennen der Frauen.

#### Straße
| Athleten     | Wettbewerb    | Zeit | Rang |
| ------------ | ------------- | ---- | ---- |
| Frauen       |               |      |      |
| Milagro Mena | Straßenrennen | DNF  | DNF  |

### Schwimmen
| Athleten      | Wettbewerb          | Vorlauf     | Vorlauf | Halbfinale    | Halbfinale    | Finale        | Finale        | Rang |
| Athleten      | Wettbewerb          | Zeit        | Rang    | Zeit          | Rang          | Zeit          | Rang          | Rang |
| ------------- | ------------------- | ----------- | ------- | ------------- | ------------- | ------------- | ------------- | ---- |
| Frauen        |                     |             |         |               |               |               |               |      |
| Alondra Ortíz | 200 m Schmetterling | 2:18,56 min | 18      | ausgeschieden | ausgeschieden | ausgeschieden | ausgeschieden | 18   |
| Männer        |                     |             |         |               |               |               |               |      |
| Alberto Vega  | 400 m Freistil      | 4:03,14 min | 35      | —             | —             | ausgeschieden | ausgeschieden | 35   |

### Surfen
Über die World Surf League 2023 qualifizierte sich Brisa Hennessy für den Wettbewerb der Frauen.
| Athleten       | Wettbewerb | 1. Runde | 1. Runde | 2. Runde | 2. Runde | 3. Runde   | 3. Runde   | Viertelfinale | Viertelfinale | Halbfinale     | Halbfinale | Finale / Platz 3 | Finale / Platz 3 | Rang |
| Athleten       | Wettbewerb | Punkte   | Rang     | Punkte   | Rang     | Gegner     | Ergebnis   | Gegner        | Ergebnis      | Gegner         | Ergebnis   | Gegner           | Ergebnis         | Rang |
| -------------- | ---------- | -------- | -------- | -------- | -------- | ---------- | ---------- | ------------- | ------------- | -------------- | ---------- | ---------------- | ---------------- | ---- |
| Frauen         |            |          |          |          |          |            |            |               |               |                |            |                  |                  |      |
| Brisa Hennessy | Shortboard | 15,56    | 1        | Freilos  | Freilos  | Y. Hopkins | 12,34:9,90 | L. Silva      | 6,37:5,47     | T. Weston-Webb | 6,17:13,66 | J. Defay         | 4,93:12,66       | 4    |